# 栗山巧
栗山 巧（くりやま たくみ、1983年9月3日 - ）は、兵庫県神戸市西区出身のプロ野球選手（外野手）。右投左打。埼玉西武ライオンズ所属。

## 経歴

### プロ入り前
神戸市立小寺小学校時代は神戸市少年団野球リーグ西地区委員会の小寺に所属し、武内晋一と同リーグだった。
神戸市立太山寺中学校時代はヤングリーグの「神戸ドラゴンズ」に所属。チームの1年後輩には坂口智隆、1年先輩に橘田恵（女子野球日本代表監督）がいた。
育英高等学校に進学し、2年時には3番左翼手として第72回選抜高等学校野球大会、第82回全国高等学校野球選手権大会に春夏連続出場。春は開会式直後の1回戦で國學院栃木高校と対戦し初戦敗退。夏は大会第1試合となる1回戦で田村彰啓を擁する秋田商業高校と対戦して勝利し、その後ベスト4まで勝ち進むも、準決勝で中村一生・山田憲らを擁する東海大浦安高校に敗れた。自身は5試合で打率.348、9打点を記録。3年夏は兵庫大会5回戦敗退。高校通算47本塁打。
2001年のドラフト会議において、西武ライオンズから4巡目指名を受け入団。背番号は「52」。

### 西武時代

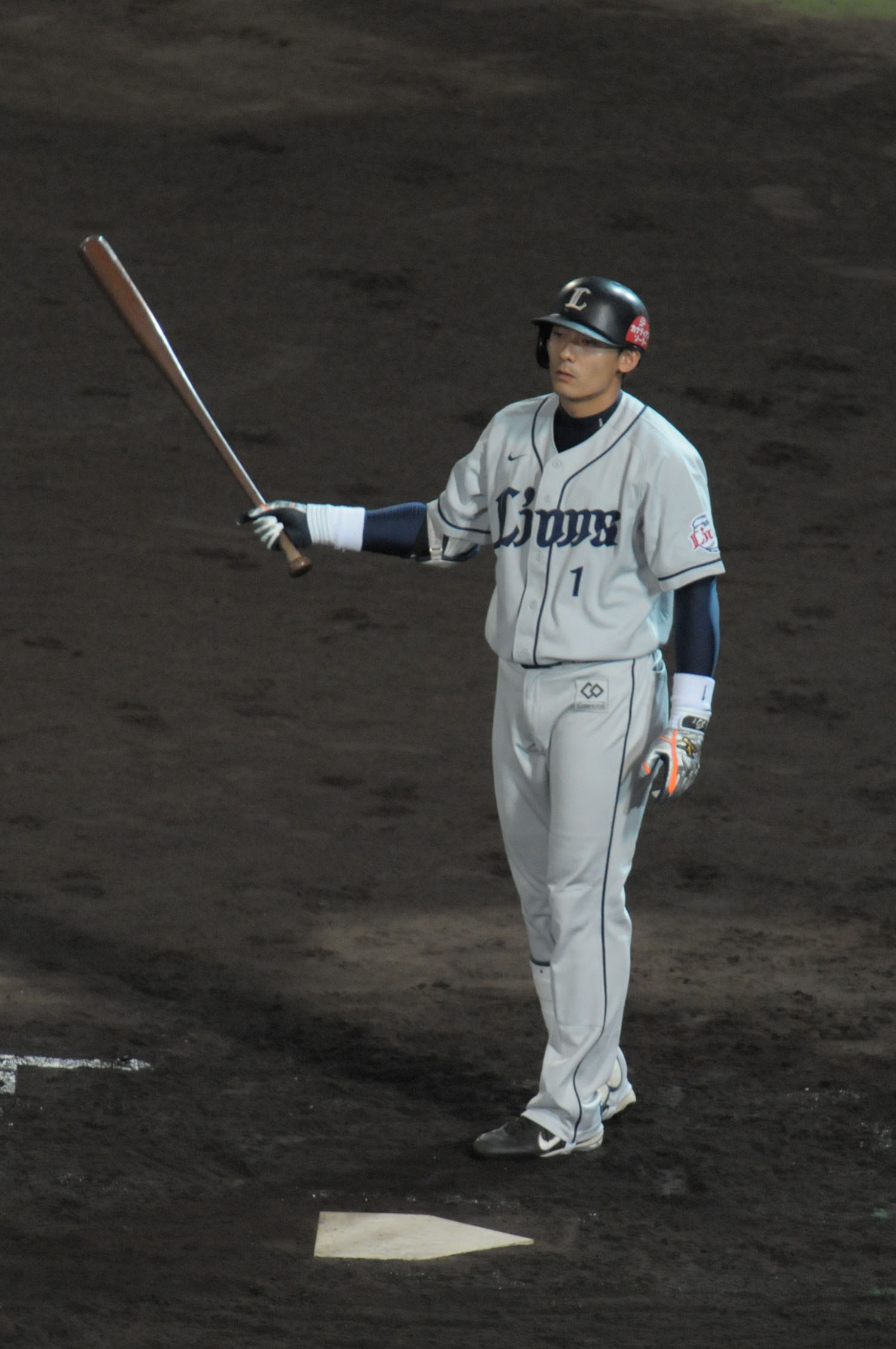
こまちスタジアムにて（2011年）

2002年はイースタン・リーグで51試合に出場。
2003年は二軍で打率.274、出塁率.359、7本塁打を記録。フレッシュオールスターゲームに選出されフルイニング出場した。
2004年は二軍で打率3割、11本塁打を記録し優秀選手を受賞。西武にとってレギュラーシーズン最終戦となった9月24日の大阪近鉄バファローズ戦（大阪ドーム）で「9番・左翼手」で一軍初出場・初先発・初安打を記録した。
2005年は3・4月に打率3割を記録して一軍に定着し、セ・パ交流戦でも5本塁打、5月29日の対広島東洋カープ戦（インボイスSEIBUドーム）では1-1の同点で迎えた延長10回一死一・二塁の打席でサヨナラ安打を放つなど、84試合に出場して打率.297、出塁率.357を記録した。
2006年8月1日の対千葉ロッテマリーンズ戦（千葉マリンスタジアム）で9回一死満塁の打席で空振りした際に右手首を痛め、直後に小林雅英から自身初の満塁本塁打を放ったが、翌日に右手有鈎骨の骨折と判明し、戦線離脱。シーズン終盤に一軍に復帰した。オフにはフェニックス・リーグに参加。
2007年は初めて100試合以上に出場。7月以降スタメンに定着する。チーム2位の45四球を選んで出塁率.380、得点圏打率.324を記録し、チームトップの勝利打点10を挙げた。オフに背番号を1へ変更。
2008年5月4日の対ロッテ戦で一塁手のフリオ・ズレータが弾いた栗山の打球を、二塁手のホセ・オーティズがグラブを投げて止め、公認野球規則に則り安全進塁権を3つ与えられ三塁打となった。これについて栗山は「ルール知りませんでした」、ヘッドコーチの黒江透修は「40年以上の野球人生で見たことがない」と発言した。10月1日の対ロッテ戦（千葉マリンスタジアム）では2回に渡辺俊介から満塁本塁打を放った。同年は2番に固定され自己最多の138試合に出場、初めて規定打席に到達して打率.317、チーム3位の49四球、同2位の出塁率.376、得点圏打率.325、72打点を記録した。初タイトルとなる最多安打を獲得した他、22犠打、17盗塁と小技足技も向上してリーグ優勝と日本一に貢献し、ベストナインにも選出された。
2009年はオープン戦で55打数22安打、打率.400だったが、開幕直後は21打席連続無安打を記録した。6月には18試合中9試合でマルチヒットを打ち、交流戦チームトップの打率.333を記録。その後、新型インフルエンザに感染した。同年は自己最多を更新する140試合に出場し、打率.267、リーグ9位の106三振を記録、サウスポーに対して打率.350、リーグ4位の6三塁打、同9位の18盗塁を記録し、外野守備ではリーグトップの守備率.997、同3位の8補殺を記録した。
2010年、外野手としては球団史上初の144試合フルイニング出場を、2年ぶりの3割超となる打率.310に、共に自己記録を更新する出塁率.400、74打点を記録。2度目となるベストナイン選出に加え、ゴールデングラブ賞を初受賞した。12月21日、兼ねてから交際していた3歳年上の一般人女性と同月14日に入籍したことが公表された。
2011年は2番打者・5番打者として起用されていたが、片岡易之が故障で離脱した7月以降は1番打者として起用され、好不調の波が激しかったチームにおいて安定した打撃で貢献した。2年連続で全試合フルイニング出場を達成したが、ケガの影響から9月8日の対ロッテ戦より従来の中堅から左翼の守備に回り、その後シーズン終了まで左翼手として起用され、2年連続の打率3割超、得点圏打率は両リーグトップの.380を記録した。5月6日の対東北楽天ゴールデンイーグルス戦では田中将大から球団通算8000本塁打となる決勝2点本塁打を打った。11月には右肘の遊離軟骨除去手術を受けた。
2012年は2番、1番で起用されたが、8月21日の対福岡ソフトバンクホークス戦で左前腕に死球を受け、途中交代。連続試合フルイニング出場も、パ・リーグ歴代2位の390試合で途切れた。故障の状態からシーズン中の復帰は絶望となり、翌日に登録抹消されて以降は再昇格することなくシーズンを終えた。すでに規定打席に到達していたが、打率.289に終わり、3年連続の打率3割を逃した。なお、この年より中島裕之に代わり、キャプテン（主将）となった。
2013年は2年ぶりに全試合出場、自身4年ぶり4度目の2桁本塁打で自己最多タイとなる12本塁打を記録したが、打率は前年を下回った。
2014年は前年に続き全試合出場。7月5日の対オリックス・バファローズ戦（ほっともっとフィールド神戸）では7回一死満塁の打席で馬原孝浩から満塁本塁打を放つなど、前年を上回る打率.288、出塁率.394を記録した一方で打点、本塁打数は前年を下回った。オフには球団史上初のゴールデンスピリット賞を受賞。
2015年、開幕直後は不調で5月上旬までは打率2割を下回った。その後は本来の調子を取り戻し、打率.268でシーズンを終了。また自身5度目の2桁本塁打を記録した。また、8月16日のみ試合に出なかったため、2013年から続いていた連続試合出場が396試合で途切れた。
2016年6月19日の対東京ヤクルトスワローズ戦で、史上120人目の通算1500安打を記録した。7月4日にオールスターゲームの監督推薦選手が発表され、プロ15年目にして初めて選出された。7月15日の第1戦（福岡ヤフオクドーム）の7回の左翼守備で初出場。9回表に2点本塁打を打った。オールスターでの初打席初本塁打は16人目。この活躍で第1戦の敢闘賞に選ばれた。11月10日、FA権を行使した上で西武に残留を表明。同日、NPBより公示される。
2017年4月7日の対ソフトバンク戦で、史上187人目の通算1500試合出場を記録したが、翌日の試合で右足を負傷し、4月14日のロッテ戦で途中交代した後は指名打者や代打での起用が多く、10年ぶりに規定打席に到達しなかった。しかし、5月21日のソフトバンク戦でプロ初のサヨナラ本塁打。8月17日、楽天戦で代打サヨナラ3点本塁打。9月17日の対ソフトバンク戦で押し出しとなる四球を選びサヨナラ勝ちなどを記録しここ一番で勝負強さを発揮し、貴重な切り札として活躍した。
2018年4月30日の対楽天6回戦の4回に通算309本目となる適時二塁打を打ち、石毛宏典のもつ球団記録（308本）を更新。若手の活躍もあり、この年も控えに回ることが多かったが、左の代打の切り札として活躍。9月に入り外崎修汰が怪我で抜けて以降は5番に定着し、同月17日の対ソフトバンク戦（メットライフドーム）では初回にアリエル・ミランダから満塁本塁打を放つなど、10年ぶりのリーグ優勝に貢献した。
2019年は開幕から先発出場。8月11日の対ロッテ戦にて通算100本塁打を達成。同月17日の対ソフトバンク戦（福岡 ヤフオク!ドーム）では2回二死一・二塁の打席で千賀滉大からNPBにおける令和通算1000本塁打となる3点本塁打を放った。そして同月31日の対ソフトバンク戦、3回裏の安打は通算1807安打目となり、石毛の持つ通算安打球団記録（1806本）を更新。また、2016年以来3年ぶりの規定打席にも到達した。
2020年は新型コロナウイルス感染症流行の影響で短縮シーズン（120試合制）となり開幕も遅れた中、序盤戦から好調を維持し、シーズン終盤は4番に起用され、11月3日の対北海道日本ハムファイターズ戦（メットライフドーム）では2点を追う3回二死一塁の打席で西村天裕から4番打者として初本塁打となる同点2点本塁打を放った。111試合の出場で規定打席到達の上、打率.272、12本塁打、67打点を記録した。指名打者としては自身初のベストナイン（通算4度目）に選出された。シーズン終了時点で通算安打数を1926とし、西武生え抜き選手（前身球団含む）として史上初の2000安打達成まであと74と迫った状況を考慮され、2000万円増の推定年俸1億7000万円で3年契約を結んだ。
2021年は開幕戦から好調だったが、左下肢の張りにより3月31日に登録を抹消された。4月18日の二軍戦で実戦復帰を果たし、これが2006年9月30日以来、約15年ぶりとなるイースタン・リーグ公式戦への出場となった。4月20日に一軍復帰すると、6月12日の対中日ドラゴンズ戦で史上52人目の通算2000試合出場を達成した。6月23日には通算安打数を1970としたことで、西武公式が『ONE ROAD』と題したカウントダウン特設サイトが公開された。ただ6月以降は月間OPSが.600→.583→.584と不調に苦しんだ。通算1998安打で迎えた9月3日の楽天戦では史上初「誕生日での2000安打達成」に注目が集まったが、4打席に立ち1安打でバースデー到達とはならなかった。翌9月4日の楽天戦の第4打席で牧田和久から左安打を放ち史上54人目の2000安打を達成。西武の生え抜き選手では初となる偉業を成し遂げた。記録達成直後は打撃の調子が上向いたが、それも長くは続かず、最終的には117試合の出場で規定打席に到達はしたが、打率.251、長打率.320は共にキャリア20年目で最も低い数字に終わった。900万円増の推定年俸1億7900万円で契約更改した。
2022年、5月29日の対横浜DeNAベイスターズ戦（ベルーナドーム）で2-2の同点で迎えた9回無死無走者の場面で古賀悠斗の代打として出場し、平田真吾からシーズン初本塁打となる代打サヨナラ本塁打を放った。西武で38歳8か月でのサヨナラ本塁打は2000年8月23日の対福岡ダイエーホークス戦で放ったトニー・フェルナンデスの38歳0か月を抜く球団最年長記録となった。この一打は後に5月度の「月間スカパーサヨナラ賞」に選出された。6月28日の日本ハム戦（ベルーナドーム）で史上12人目の同一球場での1000安打を本塁打で達成した。西武ドームでの達成は栗山が史上初だった。7月5日に新型コロナウイルス陽性判定者と接触があったため、特例2022で出場選手登録を抹消された（8月2日に一軍に復帰）。シーズン通算では89試合の出場で打率.264、3本塁打、29打点を記録した。オフの12月2日には現状維持の1億7900万円で契約更改した。
2023年、5月31日の対阪神タイガース戦（ベルーナドーム）で4回無死無走者の打席で西勇輝からシーズン初本塁打を放ち、球団で伊東勤（1984年 - 2003年）、中村剛也（2004年 - 2023年）に次ぐ史上3人目の19年連続本塁打を記録した。7月17日の対日本ハム戦（ベルーナドーム）ではシーズン初めて4番打者で出場し、2回無死無走者の打席で鈴木健矢から自身4番打者として2本目の本塁打を放った。8月20日の対ソフトバンク戦（福岡PayPayドーム）で第3打席に放った福岡銀行の看板直撃打を含む2020年9月16日以来の1試合4安打を記録した。シーズン通算では77試合に出場し、打率.217、7本塁打、19打点の成績に終わった。オフの12月5日の契約更改では7100万円減の推定年俸1億800万円の単年契約でサインした。
2024年は開幕を一軍で迎え、指名打者（中村剛也との併用）や代打として起用されたが、8試合・26打席で打率.150の不振で4月21日に登録抹消。同25日の二軍戦では出場機会を求め、3年ぶりに実戦での外野守備に就いたが、5月11日終了時点ではイースタン・リーグで10試合に出場し、30打席で打率.148と二軍でも打撃不振が続いた。ただ、その後の11試合で打率.314、同リーグのシーズン打率を.242まで持ち直す復調を見せ、6月4日に出場選手登録されると、同日対ヤクルト戦の7回に代打で出場し、勝ち越しとなる中越え二塁打を放つ。これが通算400本目の二塁打で、NPB史上15人目となった。

## 選手としての特徴

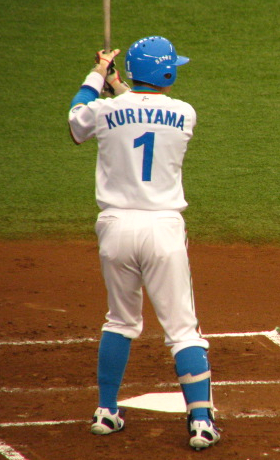
打席に立つ栗山（2009年）

### 打撃
手元までボールを呼び込みバットを振り切る打撃を持ち味とし、選球眼、出塁能力、投手に球数を費やさせる能力に優れる。
藤井康雄は栗山について「実に嫌らしいバッターに成長しましたね。粘っこいし、広角に打ち分ける技術を持っている。またボールを呼び込んで打つタイプなので三振が少なく、どんなボールにも対応することができる。」などと評している。

### 守備・走塁
一軍定着当初は左翼手や指名打者として起用され、打撃に比べて守備走塁面が課題とされていたが、2009年途中から「いつかは守りたい」と同年の開幕前に話していた中堅手に定着。同年はレンジファクターと刺殺でリーグトップの数値を記録した。しかし、翌2010年はリーグ3位の守備率.994を記録しゴールデングラブ賞を受賞したものの、守備イニング500以上の選手の中ではワースト4位のUZR -5.2と数字を落とした。2011年途中からは故障の影響もあるため再び左翼手で起用され、2012年には守備イニング500以上の左翼手で両リーグ2位のUZR13.9を記録した。
2017年以降は指名打者としての出場が多くなり、守備に就く機会は減少している。
走塁面では一塁到達まで3.90秒で、盗塁に関しても「20個以上走れたら（盗塁できたら）、『アイツは走れる』というイメージがつくと思うので狙っていきたい｣と述べている。

## 人物
愛称は「クリ」、「クリボー」、「ミスターレオ」など。
少年時代からプロ野球選手になるのが夢で、グリーンスタジアム神戸から至近距離に住んでいたこともあり、当時はオリックス・ブルーウェーブのファンであった。ファンクラブにも加入し、当時在籍していたイチローのサインボールを持っている。
2011年に自身の名前を冠した「栗山巧杯少年野球大会」を神戸市の少年団野球リーグなどと共に創設し、小学生を対象にした野球教室と並行して主催している。
握力は80.7kgfを記録する。
パインアメが幼少期からの好物であり、2000安打を達成した際には2000粒のパインアメが贈られた。
2005年よりクレイジーケンバンドの「あ、やるときゃやらなきゃダメなのよ。」を登場曲に使用していた（スタイリスティックス「愛がすべて」と併用のシーズンあり）が、2016年から時間短縮のための配慮で常時流すことが無くなり、球団公式サイトでの該当ページでも栗山の名前が記載されなくなった。翌2017年途中には打撃不振脱却のきっかけ作りのため登場曲自体の変更を検討したが、良い代用曲を見つけるに至らず、そのままシーズン終了まで「登場曲なし」のままプレーした。これに違和感がなかったことなどにより、2018年以降暫くは登場曲を使うことがなかった（栗山自身は2019年に「登場曲をかけないことによってファンの声援などをより感じられる」と心境を述べている）。新型コロナウイルス感染症の影響を受け無観客試合で開幕した2020年、例年とテンポを変える意味合いで登場曲を復活させたのを契機に再び同曲を登場曲として使用している。栗山の2000安打達成時には、横山剣より祝福のメッセージが贈られたほか、記念コラボグッズも販売された。

## 詳細情報

### 年度別打撃成績
| 年 度      | 球 団      | 試 合 | 打 席 | 打 数 | 得 点 | 安 打 | 二 塁 打 | 三 塁 打 | 本 塁 打 | 塁 打 | 打 点 | 盗 塁 | 盗 塁 死 | 犠 打 | 犠 飛 | 四 球 | 敬 遠 | 死 球 | 三 振 | 併 殺 打 | 打 率 | 出 塁 率 | 長 打 率 | O P S |
| ---------- | ---------- | ----- | ----- | ----- | ----- | ----- | -------- | -------- | -------- | ----- | ----- | ----- | -------- | ----- | ----- | ----- | ----- | ----- | ----- | -------- | ----- | -------- | -------- | ----- |
| 2004       | 西武       | 1     | 3     | 3     | 0     | 1     | 0        | 0        | 0        | 1     | 0     | 0     | 0        | 0     | 0     | 0     | 0     | 0     | 1     | 0        | .333  | .333     | .333     | .667  |
| 2005       | 西武       | 84    | 316   | 286   | 45    | 85    | 11       | 2        | 10       | 130   | 28    | 1     | 0        | 2     | 1     | 24    | 1     | 3     | 59    | 4        | .297  | .357     | .455     | .811  |
| 2006       | 西武       | 63    | 164   | 142   | 18    | 38    | 8        | 1        | 2        | 54    | 22    | 3     | 1        | 4     | 0     | 16    | 0     | 2     | 32    | 2        | .268  | .350     | .380     | .730  |
| 2007       | 西武       | 112   | 362   | 302   | 39    | 84    | 18       | 2        | 5        | 121   | 29    | 8     | 3        | 9     | 1     | 45    | 2     | 5     | 53    | 8        | .278  | .380     | .401     | .780  |
| 2008       | 西武       | 138   | 612   | 527   | 76    | 167   | 31       | 3        | 11       | 237   | 72    | 17    | 8        | 22    | 8     | 49    | 0     | 6     | 61    | 8        | .317  | .376     | .450     | .826  |
| 2009       | 西武       | 140   | 643   | 569   | 78    | 152   | 24       | 6        | 12       | 224   | 57    | 18    | 5        | 8     | 3     | 53    | 0     | 10    | 106   | 9        | .267  | .339     | .394     | .732  |
| 2010       | 西武       | 144   | 660   | 554   | 77    | 172   | 35       | 2        | 4        | 223   | 74    | 14    | 5        | 18    | 3     | 80    | 1     | 5     | 69    | 7        | .310  | .400     | .403     | .803  |
| 2011       | 西武       | 144   | 653   | 557   | 87    | 171   | 30       | 2        | 3        | 214   | 60    | 6     | 2        | 9     | 6     | 73    | 0     | 8     | 90    | 17       | .307  | .391     | .384     | .776  |
| 2012       | 西武       | 103   | 467   | 394   | 57    | 114   | 17       | 1        | 2        | 139   | 33    | 3     | 1        | 12    | 3     | 52    | 0     | 6     | 62    | 4        | .289  | .378     | .353     | .731  |
| 2013       | 西武       | 144   | 637   | 527   | 77    | 147   | 29       | 3        | 12       | 218   | 73    | 6     | 3        | 1     | 4     | 99    | 2     | 6     | 96    | 8        | .279  | .396     | .414     | .810  |
| 2014       | 西武       | 144   | 642   | 532   | 64    | 153   | 34       | 4        | 3        | 204   | 61    | 3     | 2        | 2     | 9     | 96    | 2     | 3     | 100   | 9        | .288  | .394     | .383     | .783  |
| 2015       | 西武       | 142   | 622   | 533   | 66    | 143   | 25       | 0        | 10       | 198   | 42    | 3     | 1        | 8     | 4     | 72    | 0     | 5     | 88    | 15       | .268  | .358     | .371     | .730  |
| 2016       | 西武       | 135   | 569   | 477   | 52    | 133   | 30       | 2        | 3        | 176   | 41    | 0     | 0        | 0     | 3     | 83    | 0     | 6     | 87    | 9        | .279  | .390     | .369     | .759  |
| 2017       | 西武       | 116   | 374   | 333   | 28    | 84    | 13       | 0        | 9        | 124   | 46    | 0     | 0        | 4     | 7     | 27    | 0     | 3     | 64    | 10       | .252  | .308     | .372     | .680  |
| 2018       | 西武       | 114   | 363   | 305   | 32    | 78    | 18       | 1        | 8        | 122   | 52    | 1     | 0        | 0     | 3     | 52    | 2     | 3     | 78    | 5        | .256  | .366     | .400     | .766  |
| 2019       | 西武       | 123   | 466   | 409   | 35    | 103   | 21       | 0        | 7        | 145   | 54    | 0     | 0        | 3     | 3     | 48    | 2     | 3     | 100   | 13       | .252  | .333     | .355     | .687  |
| 2020       | 西武       | 111   | 428   | 372   | 37    | 101   | 22       | 0        | 12       | 159   | 67    | 0     | 0        | 0     | 2     | 53    | 2     | 1     | 77    | 10       | .272  | .362     | .427     | .790  |
| 2021       | 西武       | 117   | 446   | 387   | 33    | 97    | 15       | 0        | 4        | 124   | 43    | 1     | 0        | 0     | 7     | 49    | 1     | 3     | 58    | 11       | .251  | .334     | .320     | .654  |
| 2022       | 西武       | 89    | 267   | 239   | 20    | 63    | 14       | 0        | 3        | 86    | 29    | 0     | 1        | 0     | 4     | 23    | 1     | 1     | 57    | 9        | .264  | .326     | .360     | .686  |
| 2023       | 西武       | 77    | 191   | 157   | 17    | 34    | 4        | 0        | 7        | 59    | 19    | 1     | 0        | 0     | 2     | 31    | 1     | 1     | 32    | 7        | .217  | .346     | .376     | .721  |
| 2024       | 西武       | 60    | 154   | 124   | 8     | 28    | 7        | 1        | 1        | 40    | 12    | 0     | 0        | 0     | 2     | 26    | 1     | 2     | 23    | 1        | .226  | .364     | .323     | .686  |
| 通算：21年 | 通算：21年 | 2301  | 9039  | 7729  | 946   | 2148  | 406      | 30       | 128      | 2998  | 914   | 85    | 32       | 102   | 75    | 1051  | 18    | 82    | 1393  | 166      | .278  | .367     | .388     | .755  |

- 2024年度シーズン終了時
- 各年度の太字はリーグ最高

### 年度別守備成績
| 年 度 | 球 団 | 外野  | 外野  | 外野  | 外野  | 外野  | 外野     |
| 年 度 | 球 団 | 試 合 | 刺 殺 | 補 殺 | 失 策 | 併 殺 | 守 備 率 |
| ----- | ----- | ----- | ----- | ----- | ----- | ----- | -------- |
| 2004  | 西武  | 1     | 6     | 0     | 0     | 0     | 1.000    |
| 2005  | 西武  | 77    | 130   | 0     | 4     | 0     | .970     |
| 2006  | 西武  | 25    | 34    | 1     | 0     | 1     | 1.000    |
| 2007  | 西武  | 68    | 119   | 6     | 0     | 0     | 1.000    |
| 2008  | 西武  | 127   | 245   | 6     | 5     | 0     | .980     |
| 2009  | 西武  | 140   | 291   | 8     | 1     | 1     | .997     |
| 2010  | 西武  | 144   | 316   | 5     | 2     | 1     | .994     |
| 2011  | 西武  | 144   | 283   | 2     | 1     | 0     | .997     |
| 2012  | 西武  | 103   | 206   | 7     | 4     | 0     | .982     |
| 2013  | 西武  | 127   | 240   | 4     | 1     | 0     | .996     |
| 2014  | 西武  | 129   | 244   | 8     | 0     | 0     | 1.000    |
| 2015  | 西武  | 142   | 237   | 5     | 1     | 1     | .996     |
| 2016  | 西武  | 121   | 199   | 2     | 0     | 2     | 1.000    |
| 2017  | 西武  | 34    | 42    | 0     | 1     | 0     | .977     |
| 2018  | 西武  | 68    | 95    | 3     | 0     | 0     | 1.000    |
| 2019  | 西武  | 17    | 19    | 2     | 0     | 0     | 1.000    |
| 2020  | 西武  | 35    | 53    | 0     | 0     | 0     | 1.000    |
| 2021  | 西武  | 51    | 100   | 0     | 0     | 0     | 1.000    |
| 2024  | 西武  | 9     | 17    | 0     | 0     | 0     | 1.000    |
| 通算  | 通算  | 1561  | 2870  | 59    | 20    | 6     | .993     |

- 2024年度シーズン終了時
- 各年度の太字はリーグ最高
- 太字年はゴールデングラブ賞受賞

### タイトル
- 最多安打：1回（2008年）

### 表彰
- ベストナイン：4回（外野手部門：2008年、2010年、2011年、指名打者部門：2020年）
- ゴールデングラブ賞：1回（外野手部門：2010年）
- 月間MVP：1回（野手部門：2013年3・4月）
- JA全農Go・Go賞：1回（最多二・三塁打賞：2008年8月[86]）
- スカパー! ドラマティック・サヨナラ賞年間大賞：1回（2017年[87]）
- 月間サヨナラ賞：2回（2017年8月、2022年5月[46]）
- スピードアップ賞：2回（2013年、2014年）
- ゴールデンスピリット賞：1回（2014年）
- オールスターゲーム敢闘選手賞：1回（2016年第1戦）

### 記録
初記録
- 初出場・初先発出場：2004年9月24日、対大阪近鉄バファローズ27回戦（大阪ドーム）、「9番・左翼手」で先発出場
- 初打席：同上、2回表に髙村祐から二ゴロ
- 初安打：同上、7回表に小池秀郎から右前安打
- 初打点：2005年4月12日、対北海道日本ハムファイターズ5回戦（インボイスSEIBUドーム）、4回裏に江尻慎太郎から左越2点適時二塁打
- 初本塁打：2005年4月13日、対北海道日本ハムファイターズ6回戦（インボイスSEIBUドーム）、3回裏に鎌倉健から右越ソロ
- 初盗塁：2005年5月21日、対横浜ベイスターズ2回戦（横浜スタジアム）、3回表に二盗（投手：土肥義弘、捕手：相川亮二）

節目の記録
- 1000安打：2013年4月16日、対オリックス・バファローズ4回戦（西武ドーム）、3回裏に東野峻から左前適時打 ※史上271人目
- 1000試合出場：2013年7月2日、対オリックス・バファローズ10回戦（京セラドーム大阪）、3番・左翼手で先発出場 ※史上458人目
- 1500安打：2016年6月19日、対東京ヤクルトスワローズ3回戦（明治神宮野球場）、8回表に秋吉亮から左前安打 ※史上120人目
- 1500試合出場：2017年4月7日、対福岡ソフトバンクホークス2回戦（メットライフドーム）、「5番・指名打者」で先発出場 ※史上187人目[23]
- 300二塁打：2017年7月2日、対オリックス・バファローズ11回戦（メットライフドーム）、1回裏にブランドン・ディクソンから ※史上69人目
- 100本塁打：2019年8月11日、対千葉ロッテマリーンズ19回戦（ZOZOマリンスタジアム）、8回表に松永昂大から右中間越2ラン ※史上295人目
- 350二塁打：2020年7月26日、対千葉ロッテマリーンズ11回戦（メットライフドーム）、2回裏に中村稔弥から ※史上45人目
- 2000試合出場：2021年6月12日、対中日ドラゴンズ2回戦（メットライフドーム）、3番・指名打者で先発出場 ※史上52人目
- 2000安打：2021年9月4日、対東北楽天ゴールデンイーグルス17回戦（楽天生命パーク宮城）、9回表に牧田和久から左前安打 ※史上54人目、球団生え抜き選手としては史上初[88]
- 1000四球：2023年4月23日、対オリックス・バファローズ6回戦（京セラドーム大阪）、2回表に山下舜平大から ※史上17人目、球団史上初[89]
- 400二塁打：2024年6月4日、対東京ヤクルトスワローズ1回戦（明治神宮野球場）、7回表に吉村貢司郎から※史上15人目、球団史上初[63]

その他の記録
- 通算2120安打：2019年8月31日、対福岡ソフトバンクホークス22回戦（メットライフドーム）、3回裏に松田遼馬から右前安打で通算1807安打目 ※石毛宏典を抜き球団史上最多記録[90]（2023年シーズン終了時点）
- 通算73犠飛：2021年4月30日、対北海道日本ハムファイターズ5回戦（札幌ドーム）、6回表にドリュー・バーヘイゲンから左犠飛で通算61犠飛目 ※伊東勤を抜き球団史上最多記録（2023年シーズン終了時点）
- 同一球場で通算1000安打：2022年6月28日、対北海道日本ハムファイターズ12回戦（ベルーナドーム）、8回裏に鈴木健矢から右越2ラン ※史上12人目[91]
- オールスターゲーム出場：1回（2016年）

### 背番号
- 52（2002年 - 2007年）
- 1（2008年 - ）

## 関連情報

### DVD
- 栗山 巧　華麗なる若獅子、背番号1（PCBE-53189 2011年4月29日発売、販売元:ポニーキャニオン、発売元:ジェイ・スポーツ・ブロードキャスティング）